# Abstrakt
Abstrakt (plur: abstrakter; även kallade abstraktur) kallas de delar (dragstänger etc) som hos mekaniska orglar förbinder spelbord (och i förekommande fall pedaler) med spelventilerna.